# Schienenverkehr auf den Komoren
Schienenverkehr auf den Komoren gab es ab etwa 1907.
Es handelte sich um eine Feldbahn in der Spurweite 600 mm. Betreiber war eine Plantagengesellschaft, die Société Comores Bambao. Auf der Bahn fand ausschließlich Güterverkehr statt. Wann dieser aufgegeben wurde, ist nicht bekannt. Über diese Plantagenbahn hinaus gab es auf den Komoren keinen Schienenverkehr.